# Mayorga (apellido)
Mayorga es un apellido español de origen toponímico que procede de la villa de Mayorga. Personas con el apellido Mayorga tienen o tuvieron radicación, entre otros lugares, en Madrid, Málaga, Sevilla, Ciudad Real, Cádiz, Valencia y en Valladolid. El topónimo Mayorga es de origen vasco.